# T24
T24 (en toutes lettres turc : T yirmidört) est un site d'information turc créé le 1er septembre 2009.

## Historique
En février 2009 le site d'information généraliste tempo24.com.tr est lancé, sous la direction de Doğan Akın ; la Doğan Holding en étant le prestataire de services. Sept mois plus tard, le site est fermé et remplacé par t24.com.tr en reprenant une partie de l'équipe précédente et d'autres journalistes. Il se présente comme un site d'information « se trouvant hors de toute dépendance totale ou partielle de personne, société, institution et formation de toute sorte ».

## Journalistes
- Hasan Cemal